# 代特利孔
代特利孔（德語：Dättlikon）是瑞士联邦苏黎世州温特图尔区的市镇。该市镇面积为2.89平方千米，海拔高度386米，2018年12月31日人口数为789。